# Železnice Slovenskej republiky
Železnice Slovenskej republiky (letteralmente Ferrovie della Repubblica slovacca, acronimo ŽSR), è l'operatore statale che gestisce le infrastrutture ferroviarie in Slovacchia.
La società fu fondata nel 1993 per gestire la rete ferroviaria del territorio slovacco scorporata dalle Ferrovie dello Stato cecoslovacche in seguito alla divisione della Cecoslovacchia. Fino al 1996 ebbe il monopolio formale e da allora il monopolio de-facto sul trasporto ferroviario nella nazione.
Dal 2002 una legge ha diviso la compagnia: a ŽSR fu lasciata la gestione delle infrastrutture e il trasporto delle merci fu assegnato alla società "Železničná spoločnosť, a. s." (ZSSK). Nel 2005 questa nuova compagnia fu ulteriormente divisa in "Železničná spoločnosť Slovensko, a. s." (ZSSK)  che fornisce servizi di trasporto passeggeri e "Železničná spoločnosť Cargo Slovakia, a. s." (ZSSK Cargo) , che si occupa del trasporto merci. Tutte queste società sono gestite dallo Stato.

## Storia
La ferrovia diventò un importante presupposto per lo sviluppo economico e sociale del paese.
Nel 1837, fu iniziata la costruzione della prima autostrada ferroviaria europea. La sua costruzione diventò un potenziale minaccia per il mercato dei prodotti agricoli e del legname dalla Slovacchia occidentale.
Pertanto, venne fondata una compagnia con lo scopo di costruire una ferrovia a cavallo che avrebbe dovuto collegare le cinque città reali tra Bratislava e Trnava.
Il servizio fu fornito fino alla prima metà degli anni settanta del XIX secolo.
All'inizio, la costruzione della linea fu nelle mani dello stato.
Più tardi, nel 1854, lo Stato affidò la costruzione della linea a imprenditori privati.

### 1867-1873
L'intensità della costruzione cambiò dopo l'Ausgleich del 1867, quando le linee ferroviarie dei territori slovacchi passarono sotto il controllo del governo ungherese.
Le ferrovie, furono poste sotto il controllo del Ministero dei Trasporti e dei Lavori Pubblici di Budapest, che istituì, nel 1868, le Ferrovie statali ungheresi (MÁV).
Il suo obiettivo principale fu la costruzione di linee per il trasporto delle comunicazioni indipendente da quello dell'Austria. In Slovacchia, questo significò un'estesa costruzione di ferrovie.
Infatti nel periodo tra il 1867 e il 1873 venne costruito un certo numero di assi ferroviari principali:
- Košice – Žilina – Bohumín
- Pest – Fiľakovo – Lučenec – Zvolen – Vrútky
- Michaľany – Humenné – Medzilaborce – Lupkov – Przemyśl
- Košice – Michaľany – Slovenské Nové Mesto – Čop
- Bratislava – Trenčín
- Prešov – Orlov – Tarnov
- Fiľakovo – Plešivec – Dobšiná, Jesenské – Tisovec

Il Regno d'Ungheria cercò di utilizzare capitali privati per la costruzione della ferrovia. Ma la mancanza di solvibilità minacciò la costruzione delle ferrovie e lo stato nel 1868 iniziò a costruire le ferrovie in proprio.
La costruzione della ferrovia venne accompagnata da una serie di scandali e di vicende di corruzione tra i nobili, politici e imprenditori. Nonostante questo fatto, la base della rete ferroviaria fu realizzata in tempi relativamente brevi.

### 1873-1918
Il fallimento della Borsa di Vienna fu l'inizio di una crisi economica che interessò l'economia della monarchia asburgica per tutta la prima metà degli anni settanta del XIX secolo. Il mutare delle condizioni economiche si rifletté sulla costruzione delle ferrovie.
Durante questo periodo, il paese era consapevole dell'importanza strategica del trasporto ferroviario per l'economia, la difesa e la politica.
Lo Stato rispose alla situazione con una serie di azioni: fermò la costruzione delle linee ferroviarie più costose e creando le condizioni giuridiche per la costruzione di ferrovie locali.

### 1918 - 1939
Dopo la formazione della Cecoslovacchia, il più importante compito era quello di mantenere in esercizio la rete ferroviaria nazionale definita dai nuovi confini. Due divisioni, con sede rispettivamente a Košice e a Bratislava, divennero responsabili per la gestione della rete. La rete ferroviaria ereditata dalla Slovacchia era insufficiente per le esigenze del nuovo Stato.
La sola linea efficiente era la Košice-Bohumín. Lo Stato quindi decise di farsi carico di tutte le linee ferroviarie private e di estendere le linee.
La pressione della concorrenza da parte del trasporto merci su strada ne stimolò ulteriormente lo sviluppo.
La velocità dei treni merci venne aumentata fino a 70 km /h applicando la frenatura continua. Notevoli progressi nel traffico passeggeri furono raggiunti con la motorizzazione delle ferrovie locali.

### 1939-1945
Il 3 marzo 1939, venne proclamata l'indipendenza della Prima repubblica slovacca. Tuttavia, essa era uno stato satellite della Germania nazista. La guerra causò un aumentò dell'intensità del trasporto merci.
La rete slovacca ebbe un ruolo chiave nelle esportazioni di materie prime, prodotti agricoli e alimentari.
Il trasporto passeggeri venne caratterizzato da ampi movimenti stagionali di lavoratori agricoli e industriali provenienti da Polonia, Slovacchia, Ucraina e Russia che viaggiavano verso la Germania.

### 1945-1992
Dopo la Seconda guerra mondiale, la Cecoslovacchia venne ricostituita. Il primo problema da risolvere era la ricostruzione della rete ferroviaria nazionale.
Nel 1948, iniziò il regime comunista. Tutte le ferrovie private furono nazionalizzate.
Il sovraccarico della linea Čierna nad Tisou - Košice - Žilina - Bohumín fu la spinta a ampliare la rete ferroviaria nel sud della Slovacchia. Effettuando, allo stesso tempo, l'elettrificazione delle linee ferroviarie.
La nuova costituzione del 1960 definiva la Cecoslovacchia come uno stato socialista.
Il trasporto ferroviario venne segnato dalla concezione stalinista di “ferro e acciaio”.
Ci fu una forte concentrazione nel settore dei trasporti delle materie prime, materiali da costruzione, combustibili e cibo.
L'industrializzazione ebbe un impatto significativo sulla crescita del trasporto passeggeri, con persone che viaggiavano su grandi distanze per lavorare e studiare.
La crescita d'intensità causò uno squilibrio tra domanda e capacità tecniche. La situazione migliorò durante gli anni settanta a causa dello sviluppo della motorizzazione individuale e la densità del trasporto ferroviario cominciò a declinare.

### Dal 1993
Dal 1º gennaio 1993 la Slovacchia è divenuta indipendente. Contemporaneamente, viene istituita la società delle Ferrovie della Repubblica Slovacca. La pessima situazione iniziale richiese interventi di consolidamento da eseguire nel minor tempo possibile. La più importante fu quella di creare le condizioni per la privatizzazione e per ottimizzare le attività viarie per i requisiti di business. L'obiettivo strategico era quello di consentire l'accesso al mercato commerciale dell'Unione europea e capitalizzare sul territorio conveniente della Repubblica slovacca e la sua attrattiva turistica.

## Organi
Gli organi direttivi della ŽSR sono il consiglio di amministrazione e il direttore generale.

### Consiglio di amministrazione
Il consiglio di amministrazione è l'organo superiore delle ferrovie slovacche.
Ha nove membri - sei membri sono esperti del settore dei trasporti, finanza, banche, economia e diritto, tre sono eletti come rappresentanti dei dipendenti delle ferrovie. I membri del Consiglio sono nominati e revocati dal Ministro dei trasporti, delle poste e delle telecomunicazioni della Repubblica slovacca, tre dei quali sono nominati e revocati dalla proposta in base alla elezione dei dipendenti.
L'Ufficio del consiglio di amministrazione della ŽSR fornisce le operazioni amministrative e tecniche.
L'ispezione generale SR ŽSR esegue l'ispezione e il controllo delle unità organizzative della ŽSR e prevede compiti connessi con il miglioramento del sistema di gestione e la conformità alla regolamentazione legislativa, controlla l'attuazione delle decisioni della ŽSR e dà suggerimenti per la loro attuazione.

### Direttore generale
Il Direttore generale gestisce le attività di ŽSR ed è responsabile per le sue prestazioni e i suoi risultati al consiglio di amministrazione.
Direttore Generale è un organo statutario di ŽSR. Egli rappresenta l'azienda all'esterno e agisce in suo nome in tutte le questioni con eccezione delle materie che sono di competenza esclusiva del consiglio di amministrazione o del Ministero dei Trasporti, Poste e Telecomunicazioni.
Direttore generale è rappresentato da quattro agenti responsabili di specifici reparti di ŽSR. Direttore generale è nominato e revocato dal ministro dei Trasporti, Poste e Telecomunicazioni.

### Delegati del Direttore generale
Il Direttore generale gestisce il Dipartimento di direttore generale e ha quattro vicedirettori che hanno il compito di gestire l'attività in altri reparti.
Sezioni e rami connessi ai servizi sono soggetti ai delegati.

## Attività
Le principali attività di ŽSR dal 1º gennaio 2002 sono:
- la gestione e il funzionamento delle vie di trasporto ferroviario (ŽDC)
- i servizi relativi al funzionamento delle vie di trasporto ferroviario (ŽDC)
- costituzione e gestione di ferrovie, telecomunicazioni e reti radio
- costruzione, trasformazione e manutenzione delle tratte ferroviarie
- altre attività imprenditoriali registrate nel registro di commercio

## Struttura organizzativa
Le società delle Ferrovie della Repubblica slovacca è ulteriormente suddivisa in sede centrale e di gestione e manutenzione delle infrastrutture ferroviarie.

### Quartier Generale
Il Quartier Generale è suddiviso in:
- Dipartimento del Direttore Generale
- Dipartimento del Vice Direttore Generale per lo sviluppo e IT
- Dipartimento del Vice Direttore Generale per l'economia
- Dipartimento del Vice Direttore Generale per le operazioni
- Dipartimento del Vice Direttore Generale per le risorse umane

Tutti i dipartimenti sono situati nella capitale Bratislava.

### Gestione e manutenzione delle infrastrutture ferroviarie

#### Gestione delle infrastrutture ferroviarie
Questa sezione è divisa in due dipartimenti locali. Il primo è situato nella Slovacchia occidentale a Trnava, mentre il secondo è situato nella Slovacchia orientale a Košice.

#### Manutenzione delle infrastrutture ferroviarie
La manutenzione delle infrastrutture ferroviarie è divisa in due quartier generali regionali e due divisioni.
- Sede Regionale nella località di Zvolen
- Sede Regionale nella località di Žilina
- Ponte di Divisione a Košice
- Ponte di Divisione a Bratislava

## Rappresentanza all'estero
Ferrovie della Repubblica slovacca sono rappresentati nelle organizzazioni internazionali a Bruxelles, Belgio e Varsavia, in Polonia.
- CER- Community of European Railway; Bruxelles, Belgio
- OSJD – Organization for Cooperation of Railways; Varsavia, Polonia

## Legislazione

### Legislazione della Repubblica Slovacca
- Legge NR SR no. 258/1993 del 30 settembre 1993 Delle Ferrovie della Repubblica Slovacca (come modificata dalla legge NR SR no. 152/1997 e legge NR SR no. 259/2001)
- Legge NR SR no. 164 del 17 maggio 1996 delle ferrovie e di legge di modifica. 455/1991 su piccole imprese ("Small Business Act)
- Decreto n. 250 SR MDPT del 19 giugno 1997, Che regola l'orario del traffico
- Decreto n. 499 del 2007 MDPT SR24.októbra della salute, le capacità sensoriali e psicologiche delle persone che effettuano il trasporto o di qualsiasi operatività sul binario ferroviario

### Legislazione dell'Unione europea
- MDPT SR[3]
- Unione europea[4]

## Trasporto passeggeri
Informazioni dettagliate sui prezzi sono pubblicati sui siti web delle singole società di trasporto passeggeri
- "Železničná spoločnosť Slovensko, a. s." (ZSSK)[5]
- Ferrovia Čiernohronská, n.o. - consente il trasporto sul percorso 900 Chvatimech - Čierny Balog – Vydrová
- Museo Kysucké, Moyzesova 50, Čadca - consente il trasporto sul percorso 910 Historická lesná úvraťová železnica Vychylovka